# جورج غان
جورج غان (13 يونيو 1879 في المملكة المتحدة - 29 يونيو 1958) (بالإنجليزية: George Gunn)‏ هو لاعب كريكت بريطاني (وحمل سابقاً جنسية المملكة المتحدة لبريطانيا العظمى وأيرلندا). شارك مع منتخب إنجلترا للكريكت.

## وصلات خارجية
- جورج غان على موقع إي آس بي آن كريك إنفو (الإنجليزية)